# Овезгеленов, Ходжан
Ходжан Овезгеленов (туркм. Hojan Öwezgelenow; 1911, Асхабадский уезд, Закаспийская область, Туркестанский край, Российская империя — 15 марта 1974, Ашхабад, Туркменская ССР, СССР) — советский, туркменский киноактёр. Народный артист Туркменистана (1993, посмертно). Лауреат Государственной премии СССР (1973).

## Биография
Родился в Асхабадском уезде (ныне — Какинский этрап Туркменистана) в 1911 году.
До 1962 года в разные годы был батраком, председателем сельсовета и сотрудником милиции.
С 1962 года работал актером киностудии «Туркменфильм».
За исполнение роли в художественном фильме «Невестка» (1971) был награждён Государственной премии СССР в области литературы, искусства и архитектуры (1973).
Скончался в Ашхабаде 15 марта 1975 года в возрасте 63 лет.

## Фильмография
| Год  |   | Русское название            | Оригинальное название | Роль                |
| ---- | - | --------------------------- | --------------------- | ------------------- |
| 1963 | ф | Состязания                  | Şükür bagşy           | Гулам бахши         |
| 1963 | ф | Утоление жажды              | Утоление жажды        | Ходжан-ага          |
| 1968 | ф | Рабыня                      | Gyrnak                | Язкули-ага          |
| 1968 | ф | Красные пески               | проводник             |                     |
| 1970 | ф | Смерти нет, ребята!         | Ölüm ýok oglanlar     | Эшек-гула           |
| 1970 | ф | В Москве проездом…          | В Москве проездом...  | Яшулы Актельпек-ака |
| 1970 | ф | Горькая Судьба              | Keçpelek              | Артык               |
| 1971 | ф | Невестка                    | Gelin                 | Анна-ага            |
| 1974 | ф | Когда женщина оседлает коня | Aýal ata çykanda      | Меред бай           |